# Chiesa di Sant'Amatore (Gesico)
La chiesa di Sant'Amatore è un edificio religioso situato a Gesico, centro abitato della Sardegna meridionale. Consacrata al culto cattolico, fa parte della parrocchia di Santa Giusta, arcidiocesi di Cagliari.
La chiesa è ubicata in un'altura alla periferia del paese. Documenti conservati nell'Archivio arcivescovile di Cagliari riportano dell'esistenza a Gesico di una hermita dedicata appunto a St. Amadori già nel 1560. Al 1621 risalirebbe la scoperta all'interno della chiesa delle reliquie ossee del santo, oggi oggetto di culto dei fedeli presso la parrocchiale di Santa Giusta. 
Sino a pochi anni fa la chiesa ha custodito un sarcofago marmoreo del III secolo d.C. utilizzato come mensa d'altare. Il sarcofago era custodito nel Museo Archeologico Nazionale di Cagliari sino al 1977. Attualmente si trova nella parrocchiale di Santa Giusta, nella cappella dedicata a Sant'Amatore.